# Caesalpinieae

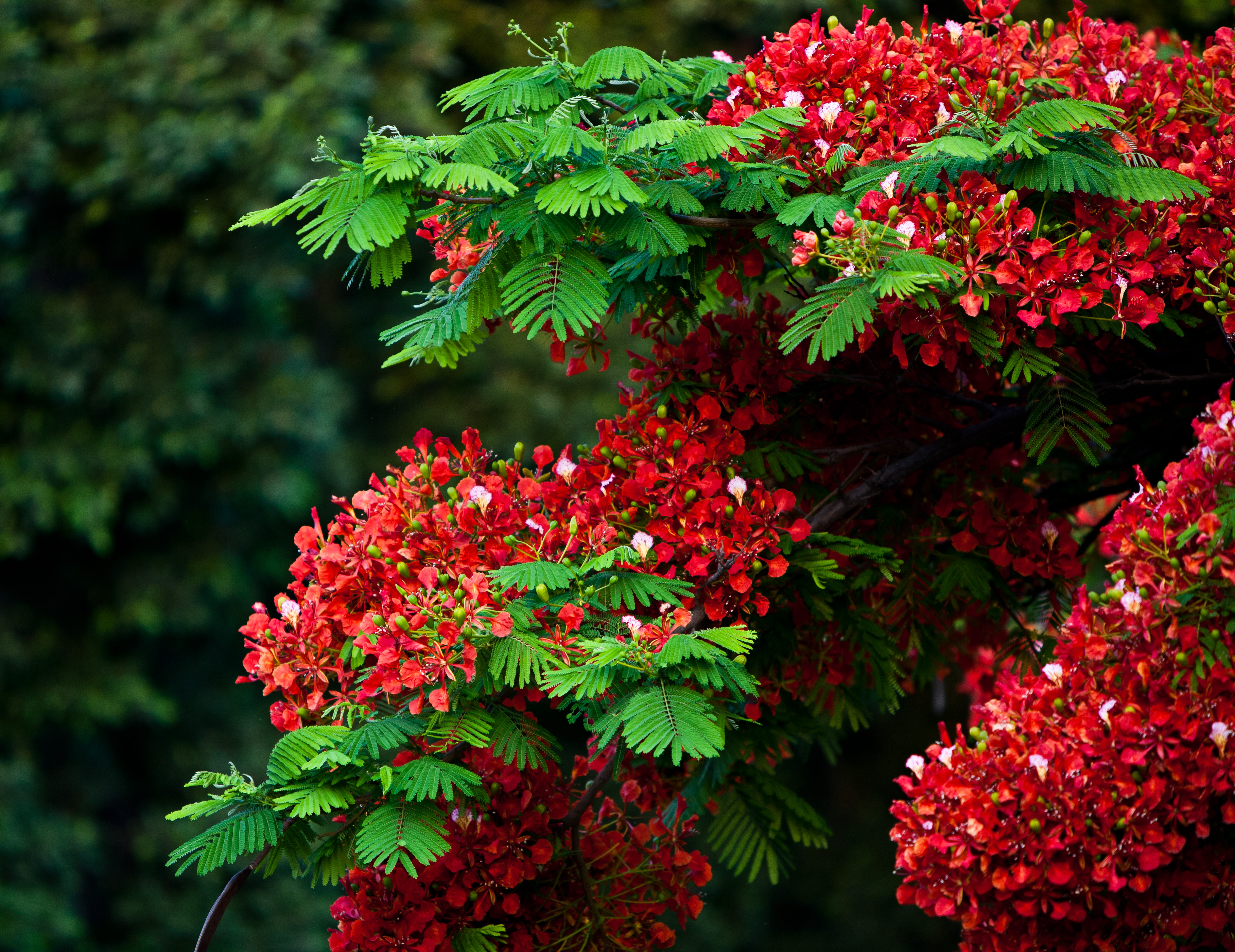
Kvetoucí Delonix regia

Caesalpinieae je bývalý tribus čeledi bobovitých, náležející do podčeledi Caesalpinioideae. Jsou to dřeviny s jednoduše nebo častěji s dvakrát zpeřenými listy a nenápadnými až velmi nápadnými květy. Tribus zahrnuje 56 rodů a přes 400 druhů. Většina druhů je rozšířena v tropech a subtropech, pouze některé rostou mírném pásu. Některé druhy jsou těženy pro dřevo, jiné poskytují barviva nebo jsou využívány v medicíně. Plody rohovníku obecného jsou jedlé a jsou známy jako karob. Druhy s nápadnými květy, jako jsou sapany, delonix, Colvillea racemosa nebo parkinsonie, jsou v tropech a subtropech pěstovány jako okrasné rostliny. V České republice jsou jako okrasné dřeviny pěstovány dřezovce a nahovětvec.

## Popis
Zástupci tribu Caesalpinieae jsou keře, stromy nebo dřevnaté liány. Listy jsou dvakrát zpeřené nebo řidčeji jen jednoduše zpeřené. Květy mohou být pravidelné i dvoustranně souměrné, jednopohlavné nebo oboupohlavné. Náležejí sem druhy s velkými a nápadnými květy (např. delonix) i druhy s drobnými, bezobalnými květy (rohovník). V květech je vyvinuto terčovité receptákulum. Kalich je nejčastěji pětičetný. Korunních lístků je nejčastěji 5, řidčeji jen 4. Tyčinky jsou volné, obvykle v počtu 10, řidčeji méně nebo více (4 až 20). Semeník obsahuje 1 až mnoho vajíček.

## Rozšíření
Tribus Caesalpinieae zahrnuje 56 rodů a asi 410 až 440 druhů. Je rozšířen v tropech a subtropech celého světa a zřídka zasahuje i do mírného pásu (nahovětvec, dřezovec).

## Taxonomie
V roce 2017 byla zveřejněna komplexní fylogenetická studie čeledi bobovité, v níž se na základě výsledků molekulárních studií podčeleď Caesalpinioideae silně reorganizována a bývalé členění do 4 tribů tak pozbývá platnosti. Nové členění nebylo dosud publikováno.

## Zástupci
- akrokarpus (Acrocarpus)
- delonix (Delonix)
- dřezovec (Gleditsia)
- kreveň (Haematoxylum)
- nahovětvec (Gymnocladus)
- parkinsonie (Parkinsonia)
- peltoforum (Peltophorum)
- rohovník (Ceratonia)
- sapan (Caesalpinia)

## Význam
Některé druhy tohoto tribu jsou v tropech a subtropech pěstovány jako okrasné dřeviny. Náležejí mezi ně zejména různé druhy sapanu (Caesalpinia), parkinsonie (Parkinsonia), peltoforum (Peltophorum), Schizolobium, Delonix a Colvillea racemosa. V mírných oblastech světa včetně České republiky se pěstují dřezovce (Gleditsia) a nahovětvec (Gymnocladus). Lusky rohovníku obecného jsou jedlé a jsou známy pod názvem karob. Jako zdroj kvalitního dřeva jsou vyhledávány zejména sapany (Caesalpinia) a Mora excelsa. Kreveň (Haematoxylum) je známa jako zdroj červeného barviva, žluté barvivo poskytuje Peltophorum pterocarpum. Některé druhy tribu Caesalpinieae mají také využití v medicíně.

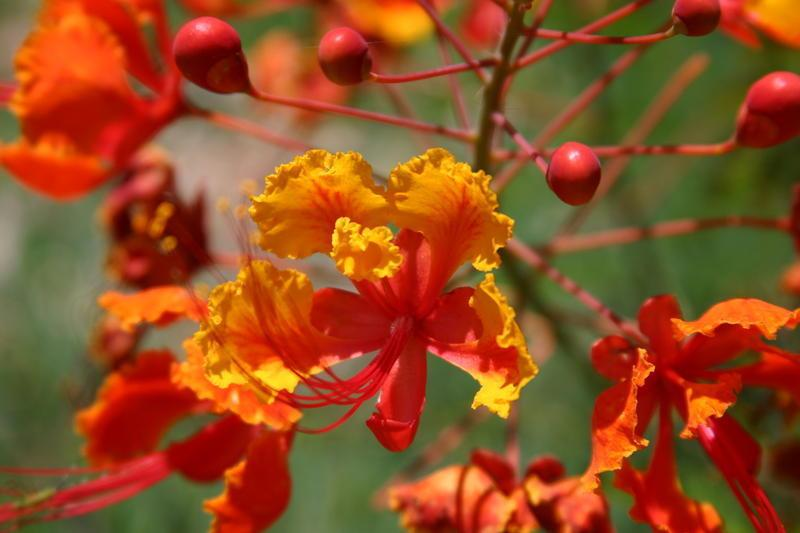
Květy sapanu Caesalpinia pulcherrima
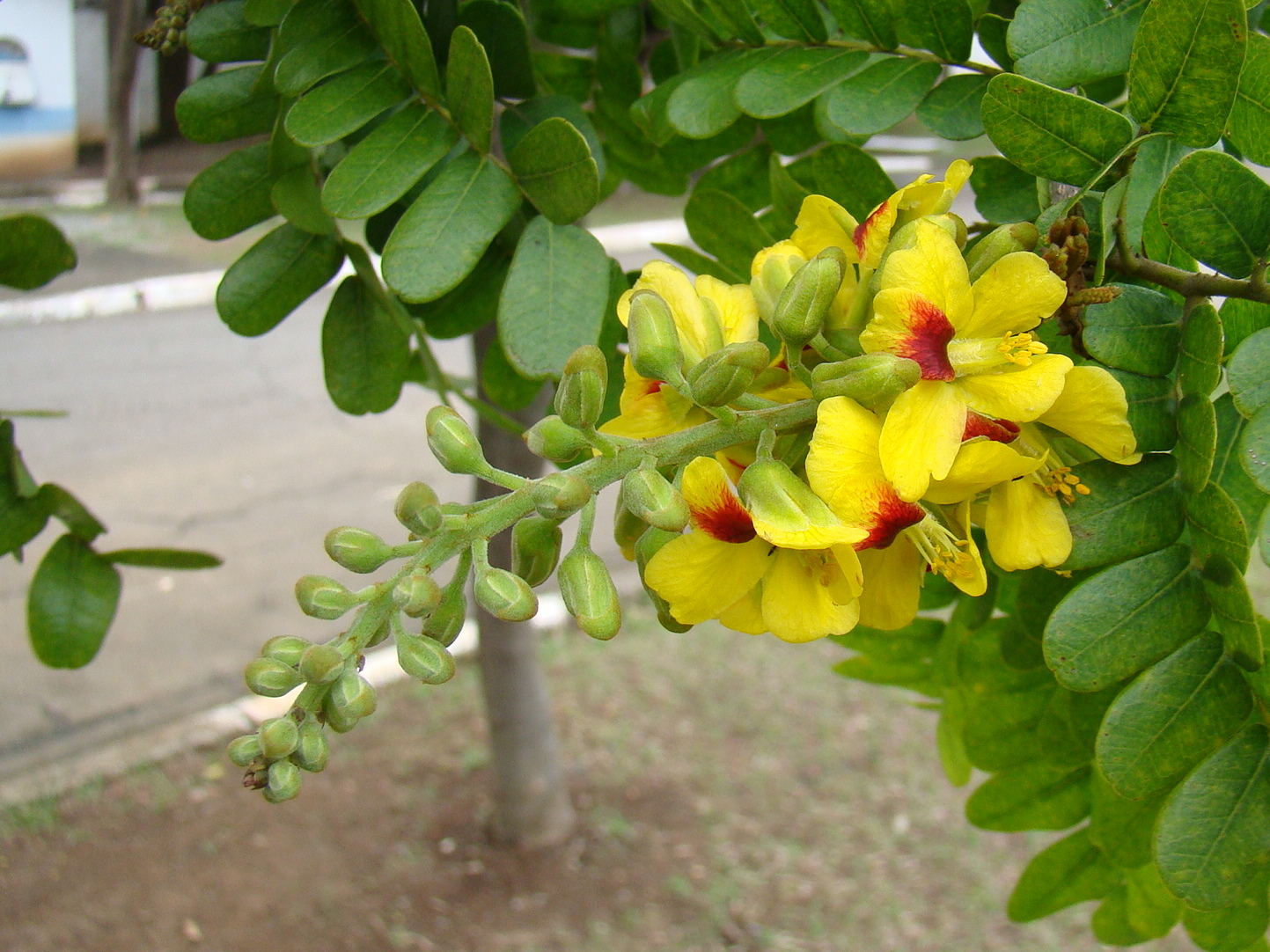
Sapan Caesalpinia echinata
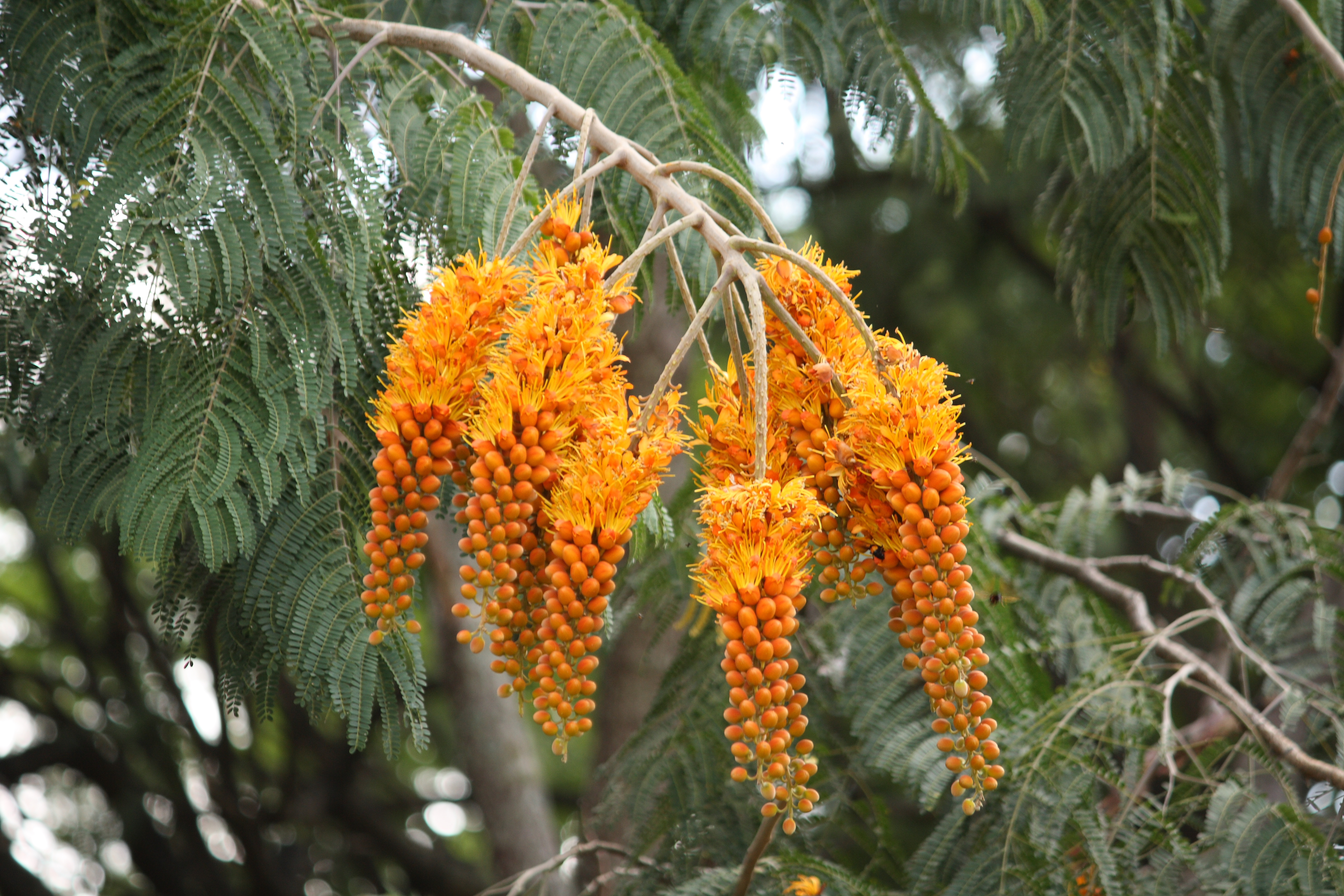
Květenství Colvillea racemosa
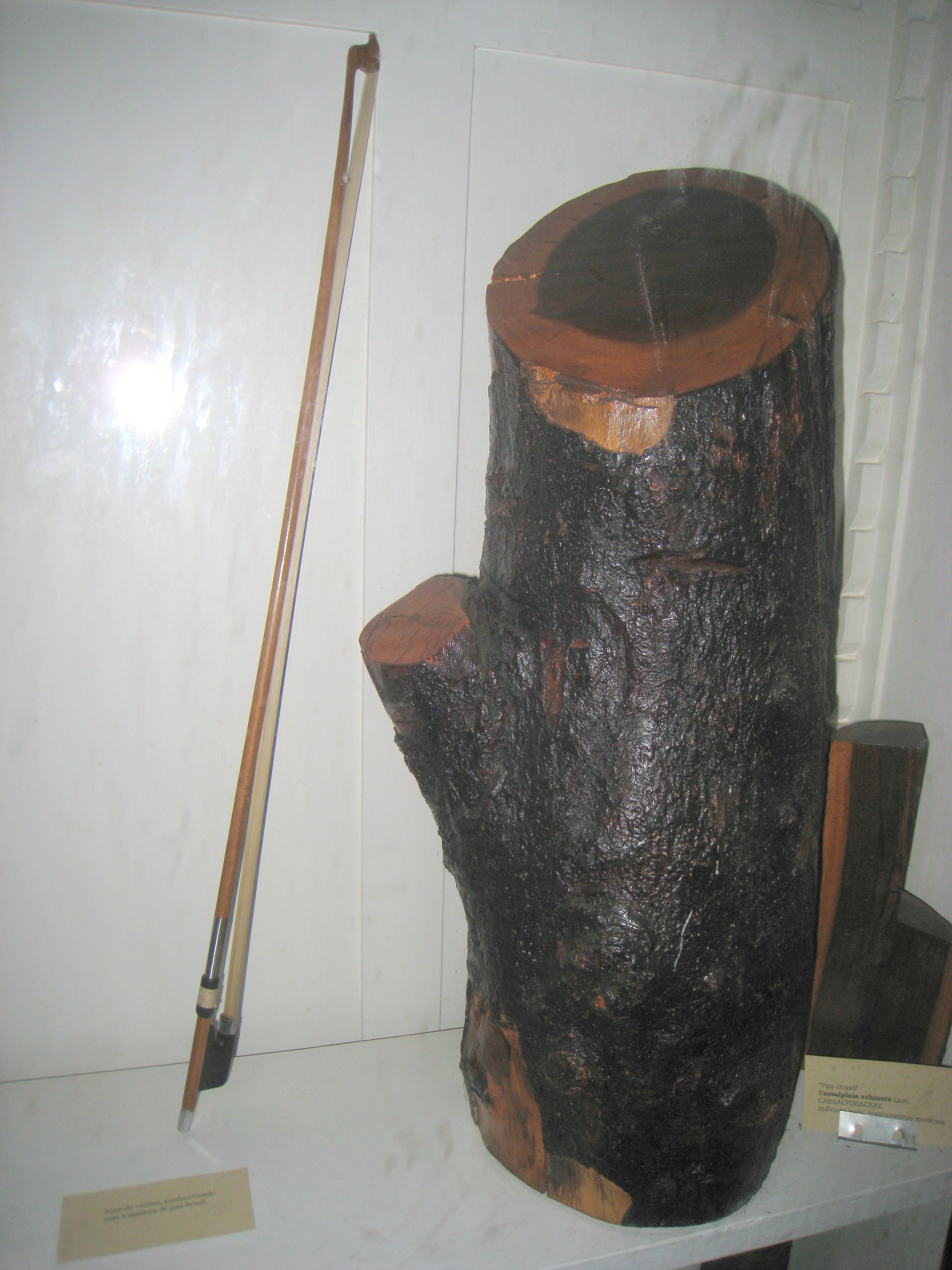
Dřevo sapanu Caesalpinia echinata
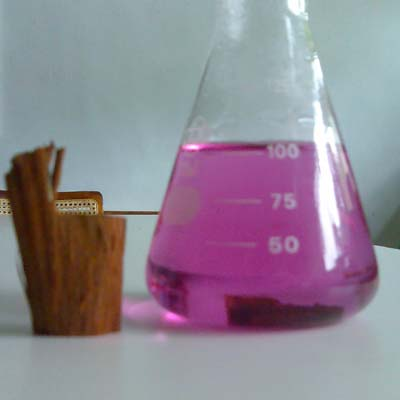
Červené barvivo ze dřeva kreveně (Haematoxylum)
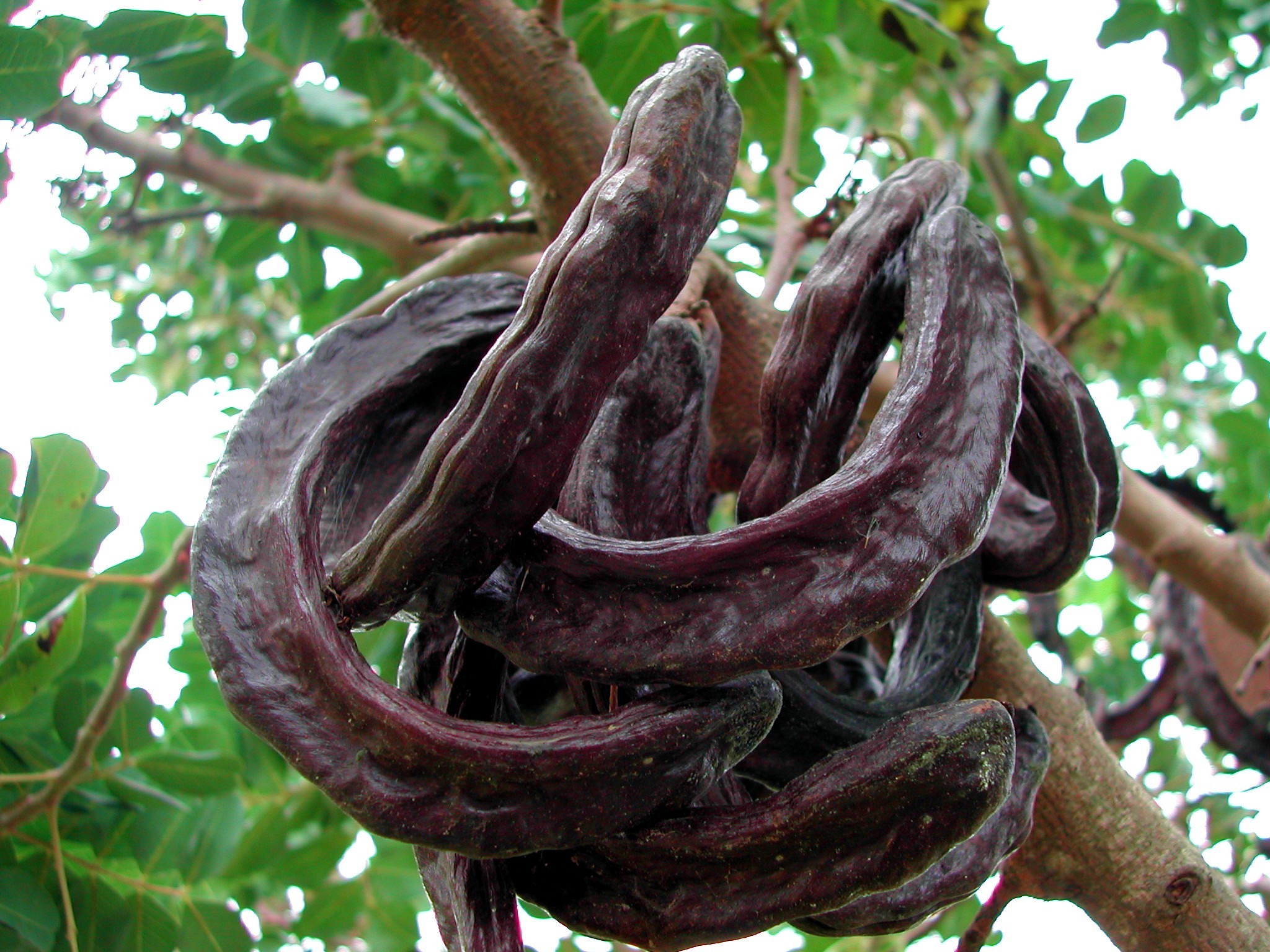
Zralé lusky rohovníku obecného (Ceratonia siliqua)

## Přehled rodů tribuCaesalpinieae
Acrocarpus,
Arapatiella,
Arcoa,
Balsamocarpon,
Batesia,
Burkea,
Bussea,
Caesalpinia,
Campsiandra,
Cenostigma,
Ceratonia,
Chidlowia,
Colvillea,
Conzattia,
Cordeauxia,
Coulteria,
Delonix,
Dimorphandra,
Diptychandra,
Erythrophleum,
Erythrostemon,
Gleditsia,
Guilandina,
Gymnocladus,
Haematoxylum,
Hoffmannseggia,
Jacqueshuberia,
Lemuropisum,
Libidibia,
Lophocarpinia,
Melanoxylon,
Mezoneuron,
Moldenhawera,
Mora,
Moullava,
Orphanodendron,
Pachyelasma,
Parkinsonia,
Peltophorum,
Poincianella,
Pomaria,
Pterogyne,
Pterolobium,
Recordoxylon,
Schizolobium,
Stachyothyrsus,
Stahlia,
Stenodrepanum,
Stuhlmannia,
Sympetalandra,
Tachigali,
Tara,
Tetrapterocarpon,
Umtiza,
Vouacapoua,
Zuccagnia